# La mano di ferro
La mano di ferro (The Iron Hand of Mars) è un romanzo giallo del 1992 scritto da Lindsey Davis, quarto volume della serie ambientata nella Roma imperiale del I secolo, incentrata sulle indagini dell'investigatore privato Marco Didio Falco.

## Trama
Marco Didio Falco viene incaricato da Vespasiano di consegnare un dono imperiale, la mano di ferro appunto, alla Legio XIV Gemina di stanza in Germania a Mogontiacum, l'odierna Magonza, e deve, giacché c'è, verificare la fedeltà della legione stessa, scoprire che fine ha fatto il legato Munio Luperco e magari fermare una possibile nuova rivolta dei barbari. 
Forse Elena, che lo ha piantato, si trova presso il fratello, Tribuno della Prima Legione Adiutrix.
Come se non bastassero le preoccupazioni, Falco si trova ad avere come accompagnatore un "barbiere" ex schiavo di Nerone, dotato di affilatissimi rasoi.
Falco si troverà così ad inoltrarsi nella Selva di Teutoburgo, vero incubo dei Romani, in compagnia di una squadra di reclute inesperte, di un centurione sopravvissuto, di un Tribuno ingenuo e di un cane, ad incontrare una bellissima sacerdotessa di nome Velleda con i suoi avidi e pericolosi parenti.

## La critica
Forse la migliore avventura fino ad ora di Marco Didio Falco, la Davis apre una bella finestra sulle legioni romane e sui legionari.

## Edizioni
- Lindsey Davis, La mano di ferro, traduzione di Maria Elena Vaccarini, collana I Marlin, Marco Tropea Editore, 2002,  p. 384, ISBN 9788843803705.